# Библиография Урсулы Ле Гуин
Список произведений Урсулы Крёбер Ле Гуин.

## Цикл о Земноморье
- «Освобождающее заклятье» (The Word of Unbinding, другие варианты перевода — «Освобождающее заклятие», «Слово Освобождения», «Слово освобождения», «Магическое слово»), 1964
- «Правило имён» (The Rule of Names, другие варианты перевода — «Правила имен», «Похититель сокровищ», «Укравший имя»), 1964
- «Волшебник Земноморья» (A Wizard of Earthsea, другие варианты перевода — «Маг Земноморья», «Колдун архипелага»), 1968
- «Гробницы Атуана» (Tombs of Atuan, другой вариант перевода — «Могилы Атуана»), 1971
- «На последнем берегу» (The Farthest Shore, другие варианты перевода — «Дальний берег», «К дальнему брегу», «Самый дальний берег»), 1972
- «Dreams Must Explain Themselves», 1973
- «Техану: последняя книга о Земноморье» (Tehanu: The Last Book of Earthsea), 1990 (отмечен премией «Небьюла»)
- «Earthsea Revisioned», 1993
- Сборник «Земноморские рассказы» (Tales from Earthsea), 2001
- «На иных ветрах» (The Other Wind), 2001

## Хайнский цикл (НФ)

### Романы
- «Планета Роканнона» (Rocannon’s World), 1966
- «Планета изгнания» (Planet of Exile), 1966
- «Город иллюзий» (City of Illusions), 1967
- «Левая рука тьмы» (The Left Hand of Darkness), 1969 (отмечен премиями «Хьюго» и «Небьюла»)
- «Обделённые» или «Обездоленный» (The Dispossessed: An Ambiguous Utopia), 1974 отмечен премиями «Хьюго», «Небьюла» и «Юпитер»)
- «Четыре пути к прощению» (Four Ways to Forgiveness), роман-сборник, 1995
- «Толкователи» (The Telling), 2000

### Повести
- «Слово для леса и мира одно» (The Word for World is Forest), 1976 (премия «Хьюго»)
- «Глаз цапли» (The Eye of the Heron), 1978 (по словам автора, повесть может быть частью Хейнского цикла).
- «Танцуя Ганам» (Dancing to Ganam), 1993
- «Еще одна история, или Рыбак из Внутриморья» (Another Story, or A Fisherman of the Inland Sea) 1994
- «Дело о Сегри» (The Matter of Seggri) 1994

### Рассказы
- Сборник «День рождения мира» (The Birthday of the World), 2002

## Легенды Западного Побережья
- «Проклятый Дар» (Gifts), 2004
- «Голоса» (Voices), 2006
- «Прозрение» (Powers), 2007

## Другая проза

### Повести
- «Резец небесный» (The Lathe of Heaven), 1971
- «Малафрена» (Malafrena), 1979
- «Порог» (The Beginning Place), 1980
- «Всегда возвращаясь домой» (Always Coming Home), 1985
- «Лавиния» (Lavinia), 2008

### Сборники рассказов
- «Двенадцать румбов ветра» (The Wind’s Twelve Quarters), 1975
- «Рассказы об Орсинии» (Orsinian Tales), 1976
- «Роза ветров» (The Compass Rose), 1982
- «Бизоны-малышки, идите гулять…» (Buffalo Gals, and Other Animal Presences), 1987
- «Морская дорога» (Searoad), 1991
- «Рыбак из Внутриморья» (A Fisherman of the Inland Sea), 1994
- «Глоток воздуха» (Unlocking the Air and Other Stories), 1996
- «Смена миров» или «Пересадка» (Changing Planes), 2003

## Детские книги

### Крылатые кошки
- «Крылатые кошки» (Catwings), 1988
- «Крылатые кошки возвращаются» (Catwings Return), 1989
- «Удивительный Александр и крылатые кошки» (Wonderful Alexander and the Catwings), 1994
- «Джейн сама по себе» (Jane on Her Own), 1999

### Другие
- «Далеко-далеко отовсюду» (Very Far Away from Anywhere Else), 1976
- «Уха» (Fish Soup), 1992
- «На рыжей кобыле» (A Ride on the Red Mare’s Back), 1992

## Критика, эссе etc
- «Язык ночи» (The Language of the Night), 1979, 1992
- «Танцы на краю мира» (Dancing at the Edge of the World), 1989
- «У штурвала ремесла» — о ремесле писателя (Steering the Craft), 1998 (about writing)
- «Волна Мысли» (The Wave in the Mind), 2004

## Поэзия
- «Дикий овёс и огнецветы» (Wild Oats and Fireweed), 1988
- «„Выходной с павлинами“ и другие стихотворения» (Going Out with Peacocks and Other Poems), 1994
- «Близнецы, Сон, Два Голоса: Las Gemelas, El Sueno, Dos Voces» (The Twins, the Dream, Two Voices) в соавторстве с Дианой Беллесси, 1996
- «„Под шестьдесят“, новые стихи» («Sixty Odd» New Poems), 1999
- «„Изумительная удача“, новые стихи» (Incredible Good Fortune; New Poems), 2006

## Переводы
- «Дао Дэ Цзин», перевод и комментарии, 1997
- Анхелика Городишер. «Кальпа Империи». Перевод с исп. (Kalpa Imperial), 2003
- Габриэла Мистраль. Избранное. Перевод с исп. (Selected Poems of Gabriela Mistral).

## Издания на русском языке
В 1980 году в серии фантастики издательства «Мир» был опубликован сборник «Планета изгнания». 
В 1991 году был издан роман «Волшебник Земноморья». 
В дальнейшем были напечатаны все романы этого цикла, «Левая рука тьмы» и другие романы.